# Ulrich Ricken
Ulrich Ricken (* 28. Dezember 1926 in Wolgast; † 17. Oktober 2011 in Dudweiler) war ein deutscher Romanist und Sprachwissenschaftler.

## Leben und Werk
Ricken studierte an der Ernst-Moritz-Arndt-Universität Greifswald und promovierte 1958 an der Universität Leipzig bei Werner Krauss über Gelehrter und Wissenschaft im Französischen. Beiträge zu ihrer Bezeichnungsgeschichte vom 12.-17. Jh. (Berlin 1961). Er habilitierte sich 1961 ebenda mit der Schrift Das Problem der Wortstellung und die Auseinandersetzung zwischen Sensualismus und Rationalismus in der Sprachdiskussion der französischen Aufklärung. Ein Beitrag zur Geschichte der Sprachwissenschaft und zur Diskussion der clarté française (französisch: Grammaire et philosophie au siècle des lumières. Controverses sur l'ordre naturel et la clarté du français, Lille 1978). Ricken war bis zu seiner Emeritierung 1991 Professor für Romanische Philologie und Allgemeine Sprachwissenschaft an der Martin-Luther-Universität Halle-Wittenberg und ab 1981 Mitglied der Sächsischen Akademie der Wissenschaften.

## Weitere Werke
- (Hrsg.) Beiträge zur Analyse des sozialen Wortschatzes, Halle a. S. 1975
- (Hrsg. und Übersetzer) Condillac, Essai über den Ursprung der menschlichen Erkenntnisse. Ein Werk, das alles, was den menschlichen Verstand betrifft, auf ein einziges Prinzip zurückführt, Leipzig 1977
- Französische Lexikologie. Eine Einführung, von einem Autorenkollektiv unter Leitung von Ulrich Ricken, Leipzig 1983
- Sprache, Anthropologie, Philosophie in der französischen Aufklärung. Ein Beitrag zur Geschichte des Verhältnisses von Sprachtheorie und Weltanschauung, Berlin 1984 (englisch: Linguistics, anthropology and philosophy in the French Enlightenment. Language theory and ideology London/New York 1994)
- Probleme des Zeichens und der Kommunikation in der Wissenschafts- und Ideologiegeschichte der Aufklärung, Berlin 1985
- Leibniz, Wolff und einige sprachtheoretische Entwicklungen in der deutschen Aufklärung, Berlin 1989
- (Hrsg.) Sprachtheorie und Weltanschauung in der europäischen Aufklärung. Zur Geschichte der Sprachtheorien des 18. Jahrhunderts und ihrer europäischen Rezeption nach der Französischen Revolution,  Berlin 1990